# 紐約地鐵3號線
3號第七大道快車（英語：3 Seventh Avenue Express），又稱紐約地鐵3號線，是紐約地鐵A分部的一條路線。由於該線使用IRT百老匯-第七大道線通過曼哈頓主要地區，因此其路線徽號為紅色。
3號線列車在任何時間都營運。平日日間服務停靠哈萊姆的148街至東紐約的新地段大道，並在曼哈頓以快車營運（96街與錢伯斯街之間），並在布魯克林各站停車。平日深夜只提供短途運行至曼哈頓中城的時報廣場-42街。週末營運（星期五晚上11時45分起至星期一早上5時）則營運區間車至雀兒喜的14街。
3號線列車曾經以曼哈頓的市政府或南碼頭為總站，後來改道前往布魯克林的夫拉特布殊大道-布魯克林學院。1983年再改道前往新地段大道。

## 歷史
| R12型和R36型列車使用的標誌 |

| 1967年至1979年使用的標誌 |

1904年11月23日，IRT萊諾克斯大道線96街至145街之間通車。3號線列車來往145街與市政廳，停靠所有車站。
1918年7月1日，IRT百老匯-第七大道線全線完工。3號線列車在42街以南由IRT萊辛頓大道線改道至此新線。當時列車採用各停直至南碼頭。
截至1934年，3號線列車除深夜外任何時間都來往145街及南碼頭，145街至96街一段以慢車營運。
1955年1月4日，部分在尖峰時期在曼哈頓以快車營運的3號線列車延長至夫拉特布什大道，部分回廠列車直達新地段。145街及96街之間的深夜列車停運。然而，1957年12月20日起，3號線列車在尖峰時段改道至新地段大道。1959年2月6日，除深夜時段所有列車在曼哈頓都以快車營運，作為「西城改善」並直達夫拉特布什大道。1960年4月8日起，3號線列車改道至新地段。平日深夜服務縮減至僅餘145街至135街之間的接駁線。然而，1965年4月18日，3號線列車再次開始運行至夫拉特布什大道。1965年10月17日，週末深夜列車也縮短至145街至135街的接駁線。
1968年5月13日，列車延長至新完工的148街-萊諾克斯總站。同年12月15日，自1955年以來148街至135街車站的深夜接駁列車首次恢復營運。1976年5月23日開始現時所採取的較遲開始週日服務（早上9或10時）。1983年7月10日，2號線和3號線對調列布魯克林的總站，3號線從此永久以新地段大道為總站，以連接利沃尼亞車廠和儲車廠。
1990年8月5日起，來往148街車站至135街車站的深夜接駁列車停運，由接駁巴士取代。1994年9月4日，該深夜接駁列車恢復營運，但在1995年9月10日再次停運。這是由於載客量低而採取的節省成本措施。
1998年3月2日至10月12日期間，IRT萊諾克斯大道線進行翻新。多數3號線列車改道至137街-市立學院車站。
2001年9月11日以後，3號線列車成為曼哈頓的慢車服務。經過96街車站一系列調度延誤後，2001年9月19日列車服務改為在曼哈頓哈萊姆-148街車站和14街車站之間以快車營運，在布魯克林由1號線取代。2002年9月15日回到新地段大道車站。
2008年7月27日，3號線列車恢復深夜服務，在148街車站及時報廣場-42街車站之間以快車營運。
為了維修颶風桑迪為克拉克街隧道帶來的損毀，2017年6月17日至2018年6月24日間的週末，3號線列車在曼哈頓來往哈萊姆-148街和14街，而布魯克林則由4號線列車提供服務。

## 路線

### 服務形式
以下表格顯示3號線所使用路線，特定時段在有陰影的格的路段內營運：
| 路線                              | 起點              | 終點                | 軌道 | 時段             | 時段 | 時段 |
| 路線                              | 起點              | 終點                | 軌道 | 除深夜外所有時間 | 深夜 |      |
| --------------------------------- | ----------------- | ------------------- | ---- | ---------------- | ---- | ---- |
| IRT萊諾克斯大道線（全線）         | 哈萊姆-148街      | 中央公園北-110街    | 全部 |                  |      |      |
| IRT百老匯-第七大道線              | 96街              | 時報廣場-42街       | 快車 |                  |      |      |
| IRT百老匯-第七大道線              | 34街-賓州車站     | 錢伯斯街            | 快車 |                  |      |      |
| IRT百老匯-第七大道線 布魯克林支線 | 公園廣場          | 區公所              | 全部 |                  |      |      |
| IRT東公園道線（全線）             | 霍伊特街          | 皇冠高地-猶提卡大道 | 慢車 |                  |      |      |
| IRT新地段線（全線）               | 蘇特大道-魯特蘭路 | 新地段大道          | 全部 |                  |      |      |

### 車站
更詳細的車站列表參見上方列出的路線。
| 車站服務圖例             | 車站服務圖例                     |
| ------------------------ | -------------------------------- |
| 任何時候停站             | 任何時候停站                     |
| 任何時候停站（深夜除外） | 任何時候停站（深夜除外）         |
| 僅深夜和週末停站         | 僅深夜和週末停站                 |
| 僅平日停站               | 僅平日停站                       |
| 僅平日和平日深夜停站     | 僅平日和平日深夜停站             |
| 僅週末和週末深夜停站     | 僅週末和週末深夜停站             |
| 僅繁忙時段停站           | 僅時段停站                       |
| 車站已關閉               | 車站已關閉                       |
| 僅繁忙時段的尖峰方向停站 | 僅在繁忙時段和平日的尖峰方向停站 |
| 時段資料                 |                                  |
|                          |                                  |
| 無障礙設施               | 車站符合ADA標準                  |
| ↑                        | 車站在指定方向符合ADA標準        |
| ↓                        | 車站在指定方向符合ADA標準        |
|                          | 升降機只到夾層                   |

| 紐約地鐵3號線車站列表        |                                |          |                | |                                                                           |
| 3號線列車                    | 中文站名                       | 英文站名 | 無障礙設施     | 轉乘 | 連接及備註                                                                |
| 曼哈頓                       |                                |          |                | |                                                                           |
| 萊諾克斯大道線               |                                |          |                | |                                                                           |
| 任何時候停站                 | 哈萊姆-148街                   |          |                | |                                                                           |
| 任何時候停站                 | 145街                          |          |                | | 只有頭5節車箱可供上下車 部分早上南行繁忙時段列車在此站起載                |
| 任何時候停站                 | 135街                          |          | 無障礙設施     | 2 |                                                                           |
| 任何時候停站                 | 125街                          |          |                | 2 | M60選擇巴士服務往拉瓜迪亞機場                                             |
| 任何時候停站                 | 116街                          |          |                | 2 |                                                                           |
| 任何時候停站                 | 中央公園北-110街               |          |                | 2 |                                                                           |
| 百老匯-第七大道線            |                                |          |                | |                                                                           |
| 任何時候停站                 | 96街                           |          | 無障礙設施     | 1 2 |                                                                           |
| 任何時候停站                 | 72街                           |          | 無障礙設施     | 1 2 |                                                                           |
| 任何時候停站                 | 時報廣場-42街                  |          | 無障礙設施     | 1 2 7 <7> （IRT法拉盛線） A C E （IND第八大道線，42街-港務局客運總站） N Q R W （BMT百老匯線） S （42街接駁線） | 紐新航港局客運總站 平日深夜列車南端總站                                   |
| 任何時候停站（平日深夜除外） | 34街-賓州車站                  |          | 無障礙設施     | 1 2 | M34 / M34A選擇巴士服務 美鐵、長島鐵路及新澤西公共交通公司，賓夕法尼亞車站 |
| 任何時候停站（平日深夜除外） | 14街                           |          |                | 1 2 F <F> M （IND第六大道線，14街） L （BMT卡納西線）                                                           | PATH，14街 週末南端總站                                                   |
| 任何時候停站（平日深夜除外） | 錢伯斯街                       |          | 無障礙設施     | 1 2 |                                                                           |
| 布魯克林支線                 |                                |          |                | |                                                                           |
| 任何時候停站（平日深夜除外） | 公園廣場                       |          |                | 2 A C （IND第八大道線，錢伯斯街） E （IND第八大道線，世界貿易中心）                                             | PATH，世界貿易中心                                                        |
| 任何時候停站（平日深夜除外） | 福爾頓街                       |          | 無障礙設施     | 2 4 5 （IRT萊辛頓大道線） A C （IND第八大道線） J Z （BMT納蘇街線）                                             | 經戴伊街行人道連往R W （BMT百老匯線）科特蘭街                             |
| 任何時候停站（平日深夜除外） | 華爾街                         |          |                | 2 |                                                                           |
| 布魯克林                     |                                |          |                | |                                                                           |
| 任何時候停站（平日深夜除外） | 克拉克街                       |          | 升降機只到夾層 | 2 |                                                                           |
| 任何時候停站（平日深夜除外） | 區公所                         |          | 無障礙設施     | 2 4 5 （IRT東公園道線） R （BMT第四大道線）                                                                     |                                                                           |
| 東公園道線                   |                                |          |                | |                                                                           |
| 任何時候停站（平日深夜除外） | 霍伊特街                       |          |                | 2 |                                                                           |
| 任何時候停站（平日深夜除外） | 內文斯街                       |          |                | 2 4 5 |                                                                           |
| 任何時候停站（平日深夜除外） | 大西洋大道-巴克萊中心          |          | 無障礙設施     | 2 4 5 B Q （BMT布萊頓線） D N R W （BMT第四大道線）                                                             | 長島鐵路大西洋支線，大西洋大道                                            |
| 任何時候停站（平日深夜除外） | 卑爾根街                       |          |                | 2 4 |                                                                           |
| 任何時候停站（平日深夜除外） | 大軍廣場                       |          |                | 2 4 |                                                                           |
| 任何時候停站（平日深夜除外） | 東公園道-布魯克林博物館        |          |                | 2 4 |                                                                           |
| 任何時候停站（平日深夜除外） | 富蘭克林大道-麥德加·艾菲斯學院 |          |                | 2 4 5 S （BMT富蘭克林大道線）                                                                                   |                                                                           |
| 任何時候停站（平日深夜除外） | 諾斯特蘭大道                   |          |                | 2 | B44選擇巴士服務                                                           |
| 任何時候停站（平日深夜除外） | 京斯頓大道                     |          |                | 2 |                                                                           |
| 任何時候停站（平日深夜除外） | 皇冠高地-猶提卡大道            |          | 無障礙設施     | 2 4 5 | B46選擇巴士服務                                                           |
| 新地段線                     |                                |          |                | |                                                                           |
| 任何時候停站（平日深夜除外） | 蘇特大道-魯特蘭路              |          |                | 2 4 5 | B15巴士往約翰·甘迺迪國際機場                                              |
| 任何時候停站（平日深夜除外） | 沙拉托加大道                   |          |                | 2 4 5 |                                                                           |
| 任何時候停站（平日深夜除外） | 洛克威大道                     |          |                | 2 4 5 |                                                                           |
| 任何時候停站（平日深夜除外） | 朱尼烏斯街                     |          |                | 2 4 5 |                                                                           |
| 任何時候停站（平日深夜除外） | 賓夕法尼亞大道                 |          |                | 2 4 5 |                                                                           |
| 任何時候停站（平日深夜除外） | 凡希克凌大道                   |          |                | 2 4 5 |                                                                           |
| 任何時候停站（平日深夜除外） | 新地段大道                     |          |                | 2 4 5 | B15巴士往約翰·甘迺迪國際機場                                              |

## 外部連結
- MTA - 路線介紹（英文）
- 3號線歷史（英文）
- MTA NYC Transit - 3號線時刻表（PDF）（英文）